# Tensor
Tensor – obiekt matematyczny będący uogólnieniem pojęcia wektora. Zbiór wszystkich tensorów wraz z działaniami dodawania i mnożenia przez skalar nazywa się przestrzenią tensorową. Tensory, podobnie jak wektory, mogą być swobodne i zaczepione. Rozważa się pola tensorowe (nazywane również w skrócie tensorami), czyli pola, które każdemu punktowi przestrzeni przypisują pewien tensor. Tensory, które zmieniają się przy zmianie skali, ściśle nazywa się gęstościami tensorowymi.
Obiektami podobnymi do tensorów są tensory spinorowe (np. spinory są analogami wektorów). Uogólnieniem tensorów i tensorów spinorowych jest tzw. obiekt geometryczny.

## Cel

Tensor naprężeń Cauchy'ego, tensor 2-go rzędu. Składowe tensora w układzie kartezjańskim 3-wymiarowym tworzą macierz
której kolumny są naprężeniami (naprężenie to iloraz siły przez powierzchnię) działającymi na ściany e_{1}, e_{2 oraz} e_{3} sześcianu.

(1) Aby opisać przestrzeń geometryczną (np. przestrzeń 3-wymiarową, czasoprzestrzeń), wprowadza się zazwyczaj układ współrzędnych, który można wybierać na wiele sposobów. Zapis praw przyrody przy ustalonym układzie nie pozwala na ogół rozstrzygnąć czy jakaś zaobserwowana właściwość danego zjawiska jest cechą praw przyrody, czy tylko narzuca ją wybór układu współrzędnych.
Tensory, obiekty matematyczne mają właściwości niezależne od wyboru układu współrzędnych. Z wyrażeń tensorowych tworzy się równania, zwane równaniami tensorowymi lub tożsamościami tensorowymi. Równania te słuszne w jednym układzie będą słuszne w każdym innym.
(2) Prawa fizyki powinny dać się zapisać za pomocą równań tensorowych, tzn. wielkości fizyczne występujące w równaniach opisujących podstawowe prawa przyrody powinny być tensorami (skalarami, wektorami, tensorami wyższych rzędów). Przy tym postuluje się za Einsteinem, iż równania tensorowe powinny być niezmiennicze względem zmiany układu współrzędnych, tzn. symbole wielkości tensorowych powinny być powiązane ze sobą w identyczny sposób po transformacji z jednego układu współrzędnych do innego. Co istotne, żąda się, by rozważane transformacje miały bardzo ogólny charakter. Np. równania szczególnej i ogólnej teorii względności (STW i OTW) są równaniami tensorowymi niezmienniczymi ze względu na transformację Lorentza.
Wybór konkretnego układu współrzędnych pozwala na rzutowanie tensorów na osie układu współrzędnych – w ten sposób dostaje się współrzędne tensorów będące liczbami (lub funkcjami zależnymi od punktów przestrzeni), co umożliwia przeprowadzenie obliczeń.
(3) Równania Newtona, będące podstawą fizyki klasycznej, mają charakter równań tensorowych – występują w nich wektory, a równania są niezmiennicze ze względu na transformację Galileusza. Np. w równaniu II zasady dynamiki Newtona występują wektor siły {\displaystyle \mathbf {F} } i wektor pędu {\displaystyle \mathbf {p} } (wektory są tensorami I rzędu):
{\displaystyle \mathbf {F} ={\frac {d\mathbf {p} }{dt}}.}
W konkretnie wybranym układzie współrzędnych równanie to przyjmie postać układu trzech równań:
{\displaystyle F^{i}={\frac {dp^{i}}{dt}},\quad i=1,2,3}
gdzie {\displaystyle F^{i},p^{i}} – współrzędne wektorów rzutowanych na osie wybranego układu współrzędnych.
(4) Transformacja Galileusza jest mniej ogólna niż transformacja Lorentza. Wprowadzenie przez Einsteina wymogu, by prawa fizyki były niezmiennicze ze względu na transformację Lorentza doprowadziło do bardziej uniwersalnego sformułowania praw przyrody, w postaci STW i OTW.
(5) Rachunek wektorowy był przez długi czas dla matematyków wystarczający, ponieważ rozważano tylko jeden układ współrzędnych: ortonormalny układ kartezjański. Z czasem zaszła potrzeba rozważania innych układów, np. kartezjańskich ukośnokątnych lub krzywoliniowych. Także w obrębie zainteresowań matematyków pojawiły się przestrzenie zakrzywione, w których nie da się zdefiniować prostoliniowego układu współrzędnych. Dlatego konieczne stało się używanie rachunku tensorowego.

## Parametryzacja przestrzeni – przyjęcie układu współrzędnych
Parametryzacja przestrzeni poprzez przyjęcie układu współrzędnych z kanonicznie zdefiniowaną bazą i kobazą wektorów stanowi niezbędny element definicji tensorów.
(1) Niech będzie dana przestrzeń Euklidesa – rozważymy tu dla prostoty przestrzeń trójwymiarową (uogólnienie na przestrzenie euklidesowe dowolnego wymiaru będzie wymagać jedynie zwiększenia zakresu sumowań w podanych wzorach).
(2) W przestrzeni Euklidesa zawsze można zdefiniować kartezjański układ współrzędnych – tzw. bazowy układ współrzędnych, tak że każdy punkt przestrzeni określony jest przez trójkę liczb {\displaystyle \{z^{1},z^{2},z^{3}\}} zwanych współrzędnymi tego punktu; wektor wodzący punktu ma postać
{\displaystyle {\vec {r}}=z^{I}{\vec {e}}_{I}\equiv \sum _{I=1}^{3}z^{I}{\vec {e}}_{I},}
gdzie:
{\displaystyle {\vec {e}}_{I}={\frac {\partial {\vec {r}}}{\partial z^{I}}},\,\,\,I=1,2,3} – wektory lokalnej bazy układu współrzędnych kartezjańskich; wektory te są ortogonalne i unormowane do 1.
(3) W przestrzeni wprowadzamy drugi dowolny krzywoliniowy układ współrzędnych {\displaystyle \{x^{1},x^{2},x^{3}\},} zdefiniowany względem układu współrzędnych kartezjańskich {\displaystyle \{z^{1},z^{2},z^{3}\},} zadany za pomocą funkcji
{\displaystyle z^{I}=z^{I}(x^{1},x^{2},x^{3}),\,\,\,I=1,2,3}
lub
{\displaystyle x^{i}=x^{i}(z^{1},z^{2},z^{3}),\,\,\,i=1,2,3.}
(4) Przekształcenie musi być jednoznaczne, dlatego jakobian przekształcenia musi być różny od zera w całym obszarze, gdzie chce się wprowadzić współrzędne krzywoliniowe
{\displaystyle J\equiv \left[{\frac {\partial z^{I}}{\partial x^{i}}}\right]\neq 0.}
(5) Bazę układu {\displaystyle \{x^{1},x^{2},x^{3}\}} tworzą wektory styczne do linii układu współrzędnych
{\displaystyle {\vec {g}}_{i}={\frac {\partial {\vec {r}}}{\partial x^{i}}},\quad i=1,2,3.}
Podstawiając
{\displaystyle {\vec {r}}=z^{I}{\vec {e}}_{I},}
otrzymamy wyrażenie na wektory styczne do linii współrzędnych w układzie krzywoliniowym, wyrażone w bazie układu kartezjańskiego
{\displaystyle {\vec {g}}_{i}={\frac {\partial z^{I}}{\partial x^{i}}}{\vec {e}}_{I},\quad i=1,2,3,}
przy czym należy pamiętać, że w powyższym wzorze obowiązuje sumowanie po powtarzającym się wskaźniku {\displaystyle I.}
Z powyższego widać, że:
Wektory bazy kartezjańskiej transformują się na bazę układu krzywoliniowego poprzez macierz
{\displaystyle T_{bazy}=\left[{\frac {\partial z^{I}}{\partial x^{i}}}\right]}
(tj. równą macierzy transformacji nowych współrzędnych w stare).
(6) Kobazę układu współrzędnych (bazę sprężoną do {\displaystyle {\vec {g}}_{i}}) tworzą wektory prostopadłe do płaszczyzn wyznaczonych przez pary wektorów bazowych {\displaystyle {\vec {e}}^{I},I=1,2,3}
{\displaystyle {\vec {g}}^{i}={\frac {\partial {{\vec {x}}^{i}}}{\partial z^{I}}}{\vec {e}}_{I},\,\,\,i=1,2,3.}
Z powyższego widać, że:
Wektory bazy kartezjańskiej transformują się na kobazę układu krzywoliniowego poprzez macierz {\displaystyle T_{kobazy}=\left[{\frac {\partial x^{i}}{\partial z^{I}}}\right].}
(7) Z powyższego widać, że
Macierze transformacji bazy kartezjańskiej w wektory bazy i kobazy są wzajemnie odwrotne, tj.
{\displaystyle T_{kobazy}=T_{bazy}^{-1}.}
(8) Zależności między wektorami bazy i kobazy
{\displaystyle {\vec {g}}^{1}\perp {\vec {g}}_{2}\,\,{\text{oraz}}\,\,\,{\vec {g}}^{1}\perp {\vec {g}}_{3}}
{\displaystyle {\vec {g}}^{2}\perp {\vec {g}}_{1}\,\,{\text{oraz}}\,\,\,{\vec {g}}^{2}\perp {\vec {g}}_{3}}
{\displaystyle {\vec {g}}^{3}\perp {\vec {g}}_{2}\,\,{\text{oraz}}\,\,\,{\vec {g}}^{3}\perp {\vec {g}}_{1}}
oraz
{\displaystyle {\vec {g}}_{i}\,{\vec {g}}^{j}={\frac {\partial z^{I}}{\partial x^{i}}}{\vec {e}}_{I}{\frac {\partial x^{j}}{\partial z^{J}}}{\vec {e}}_{J}={\frac {\partial z^{I}}{\partial x^{i}}}{\frac {\partial x^{j}}{\partial z^{J}}}\delta _{IJ}={\frac {\partial z^{J}}{\partial x^{i}}}{\frac {\partial x^{j}}{\partial z^{J}}}={\frac {\partial x^{j}}{\partial x^{i}}}=\delta _{i}^{j},}
gdzie
{\displaystyle \delta _{i}^{j}} – delta Kroneckera.

## Definicja tensorów

### Tensor 0. rzędu, czyli pole skalarne (funkcja skalarna)
{\displaystyle F(x^{1},x^{2},x^{3})=F{\big (}x^{1}(z^{1},z^{2},z^{3}),x^{2}(z^{1},z^{2},z^{3}),x^{3}(z^{1},z^{2},z^{3}){\big )}}
nie zmienia wartości przy przejściu do innego układu współrzędnych.

### Tensor 1. rzędu, czyli pole wektorowe
Jedna z możliwych definicji tensora opiera się na obserwacji, iż współrzędne wektorów wykazują szczególne właściwości transformacyjne przy przejściu do bazy innego układu współrzędnych. Poniżej pokażemy te właściwości transformacyjne.
(1) Wektor jest obiektem geometrycznym, dlatego nie zależy od tego, w jakiej bazie jest wyrażony. Stąd prawdziwe muszą być poniższe równości
{\displaystyle {\vec {A}}=A^{i}{\vec {g}}_{i}=A^{I}{\vec {e}}_{I}.}
(2) Ponieważ {\displaystyle {\vec {g}}_{i}={\frac {\partial z^{I}}{\partial x^{i}}}{\vec {e}}_{I},} to zachodzi odwrotna zależność
{\displaystyle {\vec {e}}_{I}={\frac {\partial x^{i}}{\partial z^{I}}}{\vec {g}}_{i}.}
(3) Podstawiając powyższe wyrażenie do pierwszej równości otrzyma się
{\displaystyle A^{i}={\frac {\partial x^{i}}{\partial z^{I}}}A^{I}.}
(4) Oznacza to, że współrzędne wektora kontrawariantnego określone w układzie {\displaystyle \{z^{1},z^{2},z^{3}\}} przy przejściu do innego układu {\displaystyle \{x^{1},x^{2},x^{3}\}} transformują się w tak że:
Nowe współrzędne wektora zależą od starych współrzędnych poprzez macierz transformacji {\displaystyle \left[{\frac {\partial x^{i}}{\partial z^{I}}}\right],} tj.
{\displaystyle A^{i}={\frac {\partial x^{i}}{\partial z^{I}}}A^{I},\,\,\,i=1,2,3.}
(5) Powyższą właściwość dotyczącą transformacji współrzędnych wektora uogólnia się, co stanowi podstawę jednej z możliwych definicji tensora.

### Tensor 2. rzędu otrzymany z iloczynu dwóch wektorów
Tensor 2-go rzędu można otrzymać np. z iloczynu tensorowego dwóch wektorów.
(1) Iloczyn dwóch wektorów w postaci kontrawariantnej daje tensor kontrawariantny 2. rzędu, gdyż
{\displaystyle T={\vec {A}}\otimes {\vec {B}}=A^{i}{\vec {g}}_{i}\otimes B^{j}{\vec {g}}_{j}=A^{i}B^{j}\,\,{\vec {g}}_{i}\otimes {\vec {g}}_{j},}
gdzie
{\displaystyle {\vec {g}}_{i}\otimes {\vec {g}}_{j}} – iloczyny tensorowe (zewnętrzne) wektorów bazy
{\displaystyle T^{ij}=A^{i}B^{j}} – współrzędne kontrawariantne tensora.
(2) Iloczyn dwóch wektorów w postaci kowariantnej daje tensor kowariantny, gdyż
{\displaystyle T={\vec {A}}\otimes {\vec {B}}=A_{i}{\vec {g}}^{i}\otimes B_{j}{\vec {g}}^{j}=A_{i}B_{j}\,\,{\vec {g}}^{i}\otimes {\vec {g}}^{j},}
gdzie
{\displaystyle {\vec {g}}^{i}\otimes {\vec {g}}^{j}} – iloczyny tensorowe (zewnętrzne) wektorów kobazy,
{\displaystyle T_{ij}=A_{i}B_{j}} – współrzędne kowariantne tensora.
(3) Iloczyn wektora w postaci kowariantnej z wektorem w postaci kontrawariantnej daje tensor mieszany, gdyż
{\displaystyle T={\vec {A}}\otimes {\vec {B}}=A_{i}{\vec {g}}^{i}\otimes B^{j}{\vec {g}}_{j}=A_{i}B^{j}\,\,{\vec {g}}^{i}\otimes {\vec {g}}_{j},}
gdzie
{\displaystyle {\vec {g}}^{i}\otimes {\vec {g}}_{j}} – iloczyny tensorowe (zewnętrzne) wektorów kobazy i bazy,
{\displaystyle T_{i}^{j}=A_{i}B^{j}} – współrzędne kowariantno-kontrawariantne tensora.
(4) Iloczyn wektora w postaci kontrawariantnej z wektorem w postaci kowariantnej daje tensor mieszany, gdyż
{\displaystyle T={\vec {A}}\otimes {\vec {B}}=A^{i}{\vec {g}}_{i}\otimes B_{j}{\vec {g}}^{j}=A^{i}B_{j}\,\,{\vec {g}}_{i}\otimes {\vec {g}}^{j},}
gdzie
{\displaystyle {\vec {g}}_{i}\otimes {\vec {g}}^{j}} – iloczyny tensorowe (zewnętrzne) wektorów bazy i kobazy,
{\displaystyle T_{j}^{i}=A^{i}B_{j}} – współrzędne kontrawariantno-kowariantne tensora.
(5) Z powyższego widać, że tensor 2. rzędu ma współrzędne różnego typu w zależności od tego, w jakiej bazie jest wyrażony. Ponieważ jednak tensor jest obiektem geometrycznym, to nie zależy od bazy, w jakiej jest wyrażany, dlatego dla dowolnego tensora słuszne są zależności
{\displaystyle T=T^{ij}\,\,{\vec {g}}_{i}\otimes {\vec {g}}_{j}=T_{j}^{i}\,\,{\vec {g}}_{i}\otimes {\vec {g}}^{j}=T_{i}^{j}\,\,{\vec {g}}^{i}\otimes {\vec {g}}_{j}=T_{ij}\,\,{\vec {g}}^{i}\otimes {\vec {g}}^{j}.}

### Transformacja współrzędnych tensora 2. rzędu
(1) Dany jest tensor w bazie wektorów {\displaystyle {\vec {g}}_{i}\otimes {\vec {g}}_{j}}
{\displaystyle T=T^{ij}{\vec {g}}_{i}\otimes {\vec {g}}_{j},}
gdzie
{\displaystyle T^{ij}} – współrzędne tensora.
(2) Tensor ten w bazie wektorów {\displaystyle {\vec {e}}_{I}\otimes {\vec {e}}_{J}} ma postać
{\displaystyle T=T^{IJ}{\vec {e}}_{I}\otimes {\vec {e}}_{J},}
gdzie
{\displaystyle T^{IJ},\,\,I,J=1,2,3} – współrzędne tensora.
Z porównania (1) (2) oraz podstawienia zależności {\displaystyle {\vec {g}}_{i}={\frac {\partial z^{I}}{\partial x^{i}}}{\vec {e}}_{I},} {\displaystyle {\vec {g}}_{j}={\frac {\partial z^{J}}{\partial x^{j}}}{\vec {e}}_{J}} wynikają związki transformacyjne współrzędnych tensora,
{\displaystyle T^{ij}={\frac {\partial x^{i}}{\partial z^{I}}}{\frac {\partial x^{j}}{\partial z^{J}}}T^{IJ}.}

### Transformacja współrzędnych tensora dowolnego rzędu
Podobnie otrzymuje się wzory transformacyjne dla innych tensorów, np.
{\displaystyle T_{klm}^{ij}={\frac {\partial x^{i}}{\partial z^{I}}}{\frac {\partial x^{j}}{\partial z^{J}}}{\frac {\partial z^{K}}{\partial x^{k}}}{\frac {\partial z^{L}}{\partial x^{l}}}{\frac {\partial z^{M}}{\partial x^{m}}}T_{KLM}^{IJ}.}

## Przykład: Tensor utworzony z iloczynu tensorowego wektorów
Założenia:
- {\displaystyle {\vec {e}}_{1},{\vec {e}}_{2},{\vec {e}}_{3}} – wektory bazy przestrzeni euklidesowej {\displaystyle E^{3}\equiv V} 3-wymiarowej,
- {\displaystyle {\vec {e}}^{1},{\vec {e}}^{2},{\vec {e}}^{3}} – wektory bazy (tzw. kobazy) przestrzeni dualnej {\displaystyle V^{*},}
- {\displaystyle A^{\mu }=A^{1}{\vec {e}}_{1}+A^{2}{\vec {e}}_{2}+A^{3}{\vec {e}}_{3}} – wektor kontrawariantny (należący do {\displaystyle V}),
- {\displaystyle B_{\nu }=B_{1}{\vec {e}}^{1}+B_{2}{\vec {e}}^{2}+B_{3}{\vec {e}}^{3}} – wektor kowariantny (należący do {\displaystyle V^{*}}).

Z wektorów {\displaystyle A^{\mu },B_{\nu }} można utworzyć tensor {\displaystyle T_{\nu }^{\mu }} za pomocą mnożenia tensorowego, tj.
{\displaystyle {\begin{aligned}T_{\nu }^{\mu }&=A^{\mu }\otimes B_{\nu }\\&=(A^{1}{\vec {e}}_{1}+A^{2}{\vec {e}}_{2}+A^{3}{\vec {e}}_{3})\otimes (B_{1}{\vec {e}}^{1}+B_{2}{\vec {e}}^{2}+B_{2}{\vec {e}}^{3})\\&=A^{1}B_{1}\,{\vec {e}}_{1}\otimes {\vec {e}}^{1}+A^{1}B_{2}\,{\vec {e}}_{1}\otimes {\vec {e}}^{2}+\ldots +A^{3}B_{3}\,{\vec {e}}_{3}\otimes {\vec {e}}^{3},\end{aligned}}}
gdzie:
{\displaystyle {\vec {e}}_{1}\!\otimes \!{\vec {e}}^{1},{\vec {e}}_{1}\!\otimes \!{\vec {e}}^{2},\dots ,{\vec {e}}_{3}\!\otimes \!{\vec {e}}^{3}} – iloczyny tensorowe wektorów bazowych.
Aby jawnie pokazać, co wyrażają powyższe iloczyny tensorowe przyjmijmy reprezentację (kanoniczną) wektorów bazy w postaci wektorów wierszowych, a kobazy w postaci wektorów kolumnowych
{\displaystyle {\vec {e}}_{1}={\begin{bmatrix}1,0,0\end{bmatrix}},\;{\vec {e}}_{2}={\begin{bmatrix}0,1,0\end{bmatrix}},\;{\vec {e}}_{3}={\begin{bmatrix}0,0,1\end{bmatrix}},}
{\displaystyle {\vec {e}}^{1}={\begin{bmatrix}1\\0\\0\end{bmatrix}},\;{\vec {e}}^{2}={\begin{bmatrix}0\\1\\0\end{bmatrix}},\;{\vec {e}}^{3}={\begin{bmatrix}0\\0\\1\end{bmatrix}}.}
Wtedy
{\displaystyle {\begin{aligned}&{\vec {e}}_{1}\otimes {\vec {e}}^{1}={\begin{bmatrix}1,0,0\end{bmatrix}}\otimes {\begin{bmatrix}1\\0\\0\end{bmatrix}}={\begin{bmatrix}1,0,0\\0,0,0\\0,0,0\end{bmatrix}}\\[1em]&{\vec {e}}_{1}\otimes {\vec {e}}^{2}={\begin{bmatrix}1,0,0\end{bmatrix}}\otimes {\begin{bmatrix}0\\1\\0\end{bmatrix}}={\begin{bmatrix}0,0,0\\1,0,0\\0,0,0\end{bmatrix}}\\&\ldots \\&{\vec {e}}_{3}\otimes {\vec {e}}^{3}={\begin{bmatrix}0,0,1\end{bmatrix}}\otimes {\begin{bmatrix}0\\0\\1\end{bmatrix}}={\begin{bmatrix}0,0,0\\0,0,0\\0,0,1\end{bmatrix}}.\end{aligned}}}
Tensor
{\displaystyle T_{\nu }^{\mu }=A^{\mu }\otimes B_{\nu }=\sum _{i=1}^{3}\sum _{j=1}^{3}A^{i}B_{j}\,{\vec {e}}_{i}\!\otimes \!{\vec {e}}^{j}}
jest więc kombinacją liniową wszystkich par wektorów bazowych mnożonych wektorow; tensor ten ma w podanej reprezentacji przedstawienie w postaci macierzy 3 × 3:
{\displaystyle T_{\nu }^{\mu }=A^{\mu }\otimes B_{\nu }={\begin{bmatrix}A^{1}B_{1},\,\,A^{1}B_{2},\,\,A^{1}B_{3}\\A^{2}B_{1},\,\,A^{2}B_{2},\,\,A^{2}B_{3}\\A^{3}B_{1},\,\,A^{3}B_{2},\,\,A^{3}B_{3}\end{bmatrix}},}
przy czym wielkości
{\displaystyle T_{\nu }^{\mu }=A^{\mu }B_{\nu },\quad \mu ,\nu =1,2,3}
nazywa się współrzędnymi {\displaystyle T_{\nu }^{\mu }} tensora; iloczyny tensorowe {\displaystyle {\vec {e}}_{\mu }\!\otimes \!{\vec {e}}^{\nu },} które w podanej reprezentacji są macierzami 3 × 3 o jednym elemencie niezerowym, stanowią bazę przestrzeni tensorowej tensorów typu {\displaystyle T_{\nu }^{\mu },} rozpiętych nad 3-wymiarową przestrzenią euklidesową {\displaystyle E^{3}.} Przestrzeń tensorowa tego typu tensorów jest więc {\displaystyle 3^{2}=9}-wymiarowa.
Uwagi:
(1) Gdyby przestrzeń euklidesowa była {\displaystyle N}-wymiarowa, to tensory typu {\displaystyle T_{\nu }^{\mu }} (o dwóch indeksach) tworzyłyby przestrzeń tensorową {\displaystyle N^{2}}-wymiarową.
(2) Gdyby przestrzeń euklidesowa była {\displaystyle N}-wymiarowa, to tensory mające {\displaystyle (p+q)} indeksów tworzyłyby przestrzeń tensorową {\displaystyle N^{(p+q)}}-wymiarową. Np. tensory {\displaystyle T_{\nu _{1},\nu _{2}}^{\mu _{1},\mu _{2},\mu _{3}}} mające {\displaystyle p+q=5} indeksów na przestrzeni {\displaystyle 4}-wymiarowej tworzyłyby przestrzeń tensorową {\displaystyle 4^{5}=1024} wymiarową (!).

## Definicja tensora za pomocą funkcji wieloliniowej
(Uwaga: Poniższa definicja jest mało intuicyjna przy pierwszym zetknięciu się z pojęciem tensora).
Jeżeli
- {\displaystyle \mathbb {V} } jest przestrzenią liniową wymiaru N nad ciałem {\displaystyle \mathbb {K} }[b],
- {\displaystyle \mathbb {V} ^{*}} jest przestrzenią do niej sprzężoną,
- {\displaystyle p} i {\displaystyle q} są nieujemnymi liczbami całkowitymi,
- dany jest iloczyn kartezjański,

{\displaystyle \mathbb {V} ^{p}\times (\mathbb {V} ^{*})^{q}:=\underbrace {\mathbb {V} \times \ldots \times \mathbb {V} } _{p}\times \underbrace {\mathbb {V} ^{*}\times \ldots \times \mathbb {V} ^{*}} _{q},}
to tensorem nazywamy dowolną funkcję (p+q)-liniową
{\displaystyle F\colon \mathbb {V} ^{p}\times (\mathbb {V} ^{*})^{q}\to \mathbb {K} ,}
przy tym
(1) wektory przestrzeni {\displaystyle \mathbb {V} } utożsamia się z tensorami typu {\displaystyle (0,\ 1),} tj. traktuje jako wektory o górnych wskaźnikach (wektory kontrawariantne),
(2) wektory przestrzeni dualnej {\displaystyle \mathbb {V} ^{*}} (tj. przestrzeni rozpiętej na bazie dualnej do bazy przestrzeni {\displaystyle \mathbb {V} }) – to tensory typu {\displaystyle (1,\ 0),} czyli wektory o dolnych wskaźnikach (wektory kowariantne),
(3) przyjmuje się, że tensory typu {\displaystyle (0,\ 0)} to skalary (elementy ciała {\displaystyle \mathbb {K} }).

## Definicja rzędu, typu tensora
Mówimy, że tensor {\displaystyle F\colon \mathbb {V} ^{p}\times (\mathbb {V} ^{*})^{q}\to \mathbb {K} } jest
- typu {\displaystyle (p,\ q),}
- rzędu {\displaystyle (p+q),}
- {\displaystyle p}-krotnie kontrawariantny i {\displaystyle q}-krotnie kowariantny
- kontrawariantny – jeżeli ma tylko górne wskaźniki {\displaystyle (q=0),}
- kowariantny – jeżeli ma tylko dolne wskaźniki {\displaystyle (p=0).}

## Przestrzeń tensorowa

### Definicja dodawania tensorów i mnożenia przez liczbę
Niech {\displaystyle \mathbb {V} } będzie przestrzenią liniową nad ciałem {\displaystyle \mathbb {K} .}
(1) Sumą tensorów {\displaystyle S,T} nazywa się tensor {\displaystyle U} taki że wartość jego działania na dowolnych {\displaystyle p} wektorów przestrzeni {\displaystyle \mathbb {V} } oraz dowolnych {\displaystyle q} wektorów przestrzeni {\displaystyle \mathbb {V} ^{*}} jest równa sumie działań każdego z tensorów {\displaystyle S,T} z osobna na tych wektorach, tj.
{\displaystyle U(u^{1},\dots ,u^{p},v_{1},\dots ,v_{q}):=S(u^{1},\dots ,u^{p},v_{1},\dots ,v_{q})+T(u^{1},\dots ,u^{p},v_{1},\dots ,v_{q}).}
(2) Iloczynem tensora {\displaystyle S} przez liczbę {\displaystyle \alpha } należącą do ciała {\displaystyle \mathbb {K} } nazywa się tensor {\displaystyle U} taki że wartość jego działania na dowolnych {\displaystyle p} wektorów przestrzeni {\displaystyle \mathbb {V} } oraz dowolnych {\displaystyle q} wektorów przestrzeni {\displaystyle \mathbb {V} ^{*}} jest równa iloczynowi liczby {\displaystyle \alpha } przez wynik działania tensora {\displaystyle S} na tych wektorach, tj.
{\displaystyle U(u^{1},\dots ,u^{p},v_{1},\dots ,v_{q}):=\alpha \cdot T(u^{1},\dots ,u^{p},v_{1},\dots ,v_{q}).}
Uwagi:
(1) Tensor utworzony z dodawania tensorów {\displaystyle S,T} oznacza się symbolem {\displaystyle U\equiv S+T.} Z definicji wynika, że jest to tensor tego samego rzędu, co tensory dodawane, a więc należy do tej samej przestrzeni tensorowej nad przestrzenią {\displaystyle \mathbb {V} .}
(2) Tensor utworzony z mnożenia tensora {\displaystyle S} przez liczbę {\displaystyle \alpha } oznacza się symbolem {\displaystyle U\equiv \alpha S.} Z definicji wynika, że jest to tensor tego samego rzędu, co tensor {\displaystyle S,} a więc należy do tej samej przestrzeni tensorowej nad przestrzenią {\displaystyle \mathbb {V} .}

### Twierdzenie (o przestrzeni liniowej tensorów)
Zbiór wszystkich tensorów typu {\displaystyle (p,\ q)} określonych na przestrzeni {\displaystyle \mathbb {V} } z działaniami dodawania tensorów i mnożenia przez liczbę {\displaystyle \alpha } należącą do ciała {\displaystyle \mathbb {K} } tworzy przestrzeń liniową.

### Definicja przestrzeni tensorowej
Przestrzenią tensorową nazywa się przestrzeń liniową utworzoną z tensorów typu {\displaystyle (p,\ q)} na przestrzeni {\displaystyle \mathbb {V} } i oznacza się symbolem {\displaystyle T_{q}^{p}(\mathbb {V} )}

### Wymiar przestrzeni tensorowej
Przestrzeń tensorowa {\displaystyle T_{q}^{p}(\mathbb {V} )} tensorów o {\displaystyle p} indeksach górnych oraz {\displaystyle q} indeksach dolnych, utworzona nad przestrzenią liniową {\displaystyle \mathbb {V} } o wymiarze {\displaystyle N} ma wymiar {\displaystyle N^{(p+q)}.}
Np. Przestrzeń tensorowa {\displaystyle T_{1}^{1}(\mathbb {V} )} zawierająca tensory postaci {\displaystyle T_{\nu }^{\mu }} (np. {\displaystyle T_{\nu }^{\mu }=A^{\mu }B_{\nu }}) nad przestrzenią {\displaystyle \mathbb {V} =E^{3}} ma wymiar {\displaystyle 3^{(1+1)}=9} (por. Przykład).

## Baza przestrzeni tensorowej. Reprezentacja tensora w bazie
Jeżeli
- przestrzeń {\displaystyle \mathbb {V} } jest przestrzenią skończenie wymiarową,
- {\displaystyle N} – wymiar przestrzeni {\displaystyle \mathbb {V} ,}
- zbiór {\displaystyle B:=\{e_{1},\dots ,e_{N}\}} baza przestrzeni {\displaystyle \mathbb {V} ,}

to
- w przestrzeni sprzężonej {\displaystyle \mathbb {V} ^{*}} można utworzyć bazę sprzężoną (kobazę) do {\displaystyle B,} złożoną z funkcjonałów liniowych {\displaystyle d^{\,1},\dots ,d^{\,N}} na przestrzeni {\displaystyle \mathbb {V} ,} takich że:
  - {\displaystyle d^{\,i}(e_{j})=1}   gdy {\displaystyle i=j,}
  - {\displaystyle d^{\,i}(e_{j})=0}   w przeciwnym przypadku,
- tensory utworzone za pomocą mnożenia tensorowego {\displaystyle m} wektorów bazy oraz {\displaystyle n} wektorów kobazy,
{\displaystyle e_{\,i_{1}}\otimes \ldots \otimes e_{\,i_{m}}\otimes d^{j_{1}}\otimes \ldots \otimes d^{j_{n}}\in T_{n}^{m}(\mathbb {V} ),} {\displaystyle i_{1},\dots ,i_{m}\in \{1,\dots ,N\},\,\,j_{1},\dots ,j_{n}\in \{1,\dots ,N\},}
są liniowo niezależne (por. Przykład), co oznacza, że zbiór tych tensorów,
{\displaystyle \{e_{\,i_{1}}\otimes \ldots \otimes e_{\,i_{m}}\otimes d^{j_{1}}\otimes \ldots \otimes d^{j_{n}}\in T_{n}^{m}(\mathbb {V} ){:}} {\displaystyle i_{1},\dots ,i_{m}\in \{1,\dots ,N\},\,\,j_{1},\dots ,j_{n}\in \{1,\dots ,N\},}
jest bazą przestrzeni tensorowej {\displaystyle T_{n}^{m}(\mathbb {V} ),}
- każdy tensor na przestrzeni {\displaystyle \mathbb {V} } można przedstawić w tej bazie w postaci,

{\displaystyle T=\sum _{i_{1},\dots ,i_{m}}^{N}\,\,\,\sum _{j_{1},\dots ,j_{n}=1}^{N}\,\,r_{j_{1}\dots ,j_{n}}^{i_{1},\dots ,i_{m}}\,\,e_{i_{1}}\!\!\otimes \ldots \otimes \!e_{i_{m}}\!\otimes \,d^{j_{1}}\!\!\otimes \ldots \otimes \!d^{j_{n}}}
gdzie:
{\displaystyle r_{j_{1}\dots ,j_{n}}^{i_{1},\dots ,i_{m}}\in \mathbb {K} ,\quad i_{1},\dots ,i_{m}\in \{1,\dots ,N\},\,\,j_{1},\dots ,j_{n}\in \{1,\dots ,N\}}
– współrzędne (składowe) tensora w bazie.
Uwagi:
1) Tensorami często nazywa się po prostu ich współrzędne {\displaystyle r_{j_{1}\dots ,j_{n}}^{i_{1},\dots ,i_{m}}}.
2) Wymiar przestrzeni tensorowej {\displaystyle T_{n}^{m}(\mathbb {V} )} wynosi {\displaystyle N^{(m+n)},} gdzie {\displaystyle N} – wymiar przestrzeni {\displaystyle \mathbb {V} .}

## Iloczyn tensorowy (zewnętrzny) tensorów

### Definicja
Iloczynem tensorowym (zewnętrznym) nazywa się działanie dwuliniowe, które dwóm tensorom o typach {\displaystyle (p,\ q)} oraz {\displaystyle (k,\ l)} przypisuje tensor o typie {\displaystyle (p+k,\ q+l)}
{\displaystyle \otimes :T_{q}^{p}(\mathbb {V} )\times T_{l}^{k}(\mathbb {V} )\to T_{q+l}^{p+k}(\mathbb {V} )}
taki, że jest on zbiorem wszystkich iloczynów składowych przemnażanych tensorów, tj.
{\displaystyle A_{r}^{ns}\otimes B_{m}^{k}=T_{rm}^{nsk}.}
Np. tensor utworzony z iloczynu dwóch wektorów – kontrawariantnego i kowariantnego, {\displaystyle T_{\nu }^{\mu }=A^{\mu }\otimes B_{\nu },} wyrażony bazie przestrzeni liniowej i kobazie przestrzeni dualnej ma postać sumy 9 składników:
{\displaystyle T_{\nu }^{\mu }=A^{\mu }\otimes B_{\nu }=\sum _{i=1}^{3}\sum _{j=1}^{3}A^{i}B_{j}\,e_{i}\!\otimes \!d^{j}}
(por. Przykład, gdzie pokazano dokładnie mnożenie tensorowe tensorów).

## Twierdzenia
Z definicji iloczynu tensorowego wynikają następujące twierdzenia:
Tw. 1
Jeżeli {\displaystyle R\in T_{q}^{p}(\mathbb {V} ),\ S\in T_{l}^{k}(\mathbb {V} ),\ T\in T_{n}^{m}(\mathbb {V} ),} to
{\displaystyle (R\otimes S)\otimes T=R\otimes (S\otimes T).}
Tw. 2
Jeżeli {\displaystyle S_{1},\ S_{2}\in T_{q}^{p}(\mathbb {V} ),\ T\in T_{l}^{k}(\mathbb {V} ),} to
{\displaystyle (S_{1}+S_{2})\otimes T=S_{1}\otimes T+S_{2}\otimes T.}
Tw. 3
Jeżeli {\displaystyle S\in T_{q}^{p}(\mathbb {V} ),\ T_{1},\ T_{2}\in T_{l}^{k}(\mathbb {V} ),}
{\displaystyle S\otimes (T_{1}+T_{2})=S\otimes T_{1}+S\otimes T_{2}.}
Tw. 4
Jeżeli {\displaystyle S\in T_{q}^{p}(\mathbb {V} ),\ T\in T_{l}^{k}(\mathbb {V} ),\ \alpha \in \mathbb {K} ,} to
{\displaystyle (\alpha \cdot S)\otimes T=S\otimes (\alpha \cdot T)=\alpha \cdot (S\otimes T).}
Tw. 5
Iloczyn tensorowy nie jest przemienny, tzn. na ogół
{\displaystyle S\otimes T\neq T\otimes S}.

## Transformacje współrzędnych
Gdy w przestrzeni {\displaystyle \mathbb {V} } przechodzimy z danej bazy do, to współrzędne tensorów transformują się zgodnie z dwiema regułami:
(1) składowe kowariantne wektorów, tensorów 2-go rzędu itd. transformują poprzez macierz identyczną z macierzą transformacji bazy układu kartezjańskiego do bazy układu krzywoliniowego (mówi się, że składowe kowariantne transformują się współzmienniczo lub kowariantnie z wektorami bazy),
(2) składowe kontrawariantne wektorów, tensorów transformują się poprzez macierz odwrotną (transformują się przeciwzmienniczo lub kontrawariantnie).
Współrzędne zwykle grupuje się w wielowymiarowe tabelki (macierze).
Pojedyncze równanie tensorowe rozpisane na składowe przechodzi w układ równań wiążących współrzędne tensorów.
Pojawia się tutaj główna zaleta rachunku tensorowego: współrzędne są zależne od układu współrzędnych, jednak równania wiążące współrzędne są niezależne od układu, tj. w każdym układzie mają taką samą postać, przy założeniu, że transformacje między układami są wykonywane z ustalonymi regułami (np. transformacje Lorentza wiążą układy poruszające się względem siebie).

## Definicja tensorów symetrycznych i antysymetrycznych
Jeżeli
- {\displaystyle \mathbb {V} } jest przestrzenią liniową nad ciałem {\displaystyle \mathbb {K} ,}
- {\displaystyle T^{p}(\mathbb {V} ):=T_{0}^{p}(\mathbb {V} ).,}
- {\displaystyle S_{p}} będzie zbiorem permutacji zbioru {\displaystyle \{1,\dots ,p\},}

to
- tensor kowariantny {\displaystyle F\in T^{p}(\mathbb {V} )} nazywa się symetrycznym, gdy dla dowolnej permutacji {\displaystyle \sigma \in S_{p}{:}}

{\displaystyle F(v_{1},v_{2},\dots v_{p})=F(v_{\sigma (1)},v_{\sigma (2)},\dots ,v_{\sigma (p)}),}
- tensor kowariantny {\displaystyle F\in T^{p}(\mathbb {V} )} nazywa się antysymetryczny, gdy dla dowolnej permutacji {\displaystyle \sigma \in S_{p}}

{\displaystyle F(v_{1},v_{2},\dots ,v_{p})=\mathrm {sign} (\sigma )F(v_{\sigma (1)},v_{\sigma (2)},\dots ,v_{\sigma (p)})}.

## Symetryzacja i antysymetryzacja tensora

### Definicja symetryzacji
Symetryzacją tensora {\displaystyle F} nazywa się odwzorowanie {\displaystyle \mathbb {S} \colon \ T^{p}(\mathbb {V} )\to T^{p}(\mathbb {V} )} dane wzorem:
{\displaystyle \mathbb {S} F(v_{1},v_{2},\dots ,v_{p}):={\frac {1}{p!}}\sum _{\sigma \in S_{p}}F(v_{\sigma (1)},v_{\sigma (2)},\dots ,v_{\sigma (p)}).}

### Definicja antysymetryzacji
Antysymetryzacją tensora {\displaystyle F} nazywa się odwzorowanie {\displaystyle \mathbb {A} \colon \ T^{p}(\mathbb {V} )\to T^{p}(\mathbb {V} )} dane wzorem:
{\displaystyle \mathbb {A} F(v_{1},v_{2},\dots ,v_{p}):={\frac {1}{p!}}\sum _{\sigma \in S_{p}}\mathrm {sign} (\sigma )F(v_{\sigma (1)},v_{\sigma (2)},\dots ,v_{\sigma (p)}).}

### Twierdzenia
Tw. 1 Symetryzacja {\displaystyle \mathbb {S} F} tensora {\displaystyle F\in T^{p}(\mathbb {V} )} jest symetrycznym tensorem {\displaystyle p}-krotnie kowariantnym.
Tw. 2 Antysymetryzacja {\displaystyle \mathbb {A} F} tensora {\displaystyle F\in T^{p}(\mathbb {V} )} jest antysymetrycznym tensorem {\displaystyle p}-krotnie kowariantnym.
Tw. 3 Jeżeli {\displaystyle F} jest tensorem symetrycznym, to {\displaystyle \mathbb {S} F=F.}
Tw. 4 Jeżeli {\displaystyle F} jest tensorem antysymetrycznym, to {\displaystyle \mathbb {A} F=F}.
Tw. 5 Tensor {\displaystyle 1}-krotnie kowariantny jest jednocześnie symetryczny i antysymetryczny.
Dowód: Jedyną permutacją zbioru jednoelementowego jest identyczność i jej znak wynosi {\displaystyle 1}.

## Całkowicie antysymetryczny iloczyn tensorowy
W matematyce i fizyce szczególne znaczenie mają antysymetryczne tensory kowariantne (por. formy różniczkowe). Ponieważ wynikiem zwykłego iloczynu tensorowego tensorów antysymetrycznych może nie być tensor antysymetryczny, to wprowadza się iloczyn zewnętrzny, który jest swego rodzaju poprawionym iloczynem tensorowym.
Oznaczenie: {\displaystyle \Lambda ^{p}(\mathbb {V} )} – zbiór wszystkich {\displaystyle p}-krotnie kowariantnych tensorów antysymetrycznych na przestrzeni liniowej {\displaystyle \mathbb {V} .}

### Definicja
Całkowicie antysymetrycznym iloczynem tensorowym (iloczynem zewnętrznym lub alternującym) nazywa się tensor {\displaystyle \land ,} taki że
{\displaystyle \land :\ T^{m}(\mathbb {V} )\times T^{n}(\mathbb {V} )\to T^{m+n}(\mathbb {V} )}
oraz
{\displaystyle \land (F,\ G):={\frac {(m+n)!}{m!n!}}\mathbb {A} (F\otimes G).}
Oznaczenie: Zazwyczaj pisze się
{\displaystyle F\land G:=\land (F,\ G).}

### Twierdzenia o iloczynie zewnętrznym
Słuszne są twierdzenia.
Tw. 1
Ponieważ {\displaystyle \mathbb {A} (F\otimes G)} jest tensorem antysymetrycznym, to {\displaystyle F\land G} również jest tensorem antysymetrycznym.
Tw. 2
Jeżeli {\displaystyle F\in \Lambda ^{k}(\mathbb {V} ),\ G\in \Lambda ^{l}(\mathbb {V} ),\ H\in \Lambda ^{m}(\mathbb {V} ),} to
{\displaystyle (F\land G)\land H=F\land (G\land H).}
Tw. 3
Jeżeli {\displaystyle F_{1},\ F_{2}\in \Lambda ^{k}(\mathbb {V} ),\ G\in \Lambda ^{l}(\mathbb {V} ),} to
{\displaystyle (F_{1}+F_{2})\land G=F_{1}\land G+F_{2}\land G.}
Tw. 4
Jeżeli {\displaystyle F\in \Lambda ^{k}(\mathbb {V} ),\ G_{1},\ G_{2}\in \Lambda ^{l}(\mathbb {V} ),} to
{\displaystyle F\land (G_{1}+G_{2})=F\land G_{1}+F\land G_{2}.}
Tw. 5
Jeżeli {\displaystyle F\in \Lambda ^{k}(\mathbb {V} ),\ G\in \Lambda ^{l}(\mathbb {V} ),\ \alpha \in \mathbb {K} ,} to
{\displaystyle (\alpha F)\land G=F\land (\alpha G)=\alpha (F\land G).}
Tw. 6
Jeżeli {\displaystyle F\in \Lambda ^{k}(\mathbb {V} ),\ G\in \Lambda ^{l}(\mathbb {V} ),} to
{\displaystyle F\land G=(-1)^{kl}G\land F.}

## Właściwości transformacyjne tensorów
Tensorami nazywa się zespoły wielkości, które transformują się w ściśle określony sposób podczas przejścia do innego układu współrzędnych, przy czym w zależności np. od teorii fizycznej zakłada się, jakie rodzaje transformacji należy brać pod uwagę. Wszystkie wymagane transformacje tworzą przy tym grupy algebraiczne transformacji.
W szczególności
(1) fizyka klasyczna zakłada, że wymagane transformacje należą do grupy Galileusza,
(2) fizyka relatywistyczna, w tym szczególna i ogólna teorie względności, relatywistyczna mechanika kwantowa, zakładają, że wymagane transformacje należą do grupy Poincarégo (której podgrupę stanowi grupa Lorentza).
W ramach obu tych grup transformacji zawierają się: obrót, translacja, inwersja w przestrzeni, inwersja w czasie. Jednak transformacje relatywistyczne różnią się od klasycznej właściwą transformacja Lorentza, która miesza współrzędne czasowe z przestrzennymi, co sprawia, że radykalnie zmienia się obraz rzeczywistości: czas i przestrzeń nie są już oddzielne, ale mogą przekształcać się w siebie, geometria z euklidesowej staje się geometrią nieeuklidesową.
Składowe tensorów podczas transformacji układu współrzędnych na ogół zmieniają się. Istnieją jednak tzw. niezmienniki tensorów: są to wielkości, które nie zmieniają się mimo transformacji układu współrzędnych. Przy tym niezmienniki zależą od grupy transformacji, jakiej poddaje się tensory. To sprawia, że niezmienniki stanowią podstawę klasyfikacji tensorów.
Dany zespół wielkości może być tensorem względem jednej grupy transformacji, ale nie będzie tensorem względem innej grupy transformacji.
Oznaczenia:
{\displaystyle \Lambda } – macierz elementu grupy transformacji układu współrzędnych
{\displaystyle D(\Lambda )} – macierz transformacji współrzędnych tensorów wyrażona za pomocą macierzy {\displaystyle \Lambda .}
- Skalary, np. {\displaystyle a,X,r} – wcale się nie transformują, albo inaczej mówiąc, transformują się według reprezentacji trywialnej (macierz tej transformacji jest macierzą jednostkową {\displaystyle I})

{\displaystyle D(\Lambda )=I.}
- Wektory kontrawariantne, np. {\displaystyle a^{\mu },p^{\nu },x^{\rho }} – transformują się według macierzy odwrotnej do macierzy {\displaystyle \Lambda }

{\displaystyle D(\Lambda )=\Lambda ^{-1}.}
- Wektory kowariantne, jednoformy, np. {\displaystyle a_{\mu },R_{\nu },S_{\rho }} – transformują się według macierzy {\displaystyle \Lambda }

{\displaystyle D(\Lambda )=\Lambda .}
- Tensory drugiego rzędu podwójnie kontrawariantne, np. {\displaystyle g^{\mu \nu },T^{\nu \mu },R^{\rho \pi }} – transformują się według macierzy będącej iloczynem dwóch macierzy odwrotnych do macierzy {\displaystyle \Lambda }

{\displaystyle D(\Lambda )=\Lambda ^{-1}\Lambda ^{-1}.}
- Tensory drugiego rzędu podwójnie kowariantne, dwuformy, np. {\displaystyle g_{\mu \nu },T_{\nu \mu },S_{\rho \pi }} – transformują się według macierzy będącej iloczynem dwóch macierzy {\displaystyle \Lambda }

{\displaystyle D(\Lambda )=\Lambda \,\Lambda .}
- Tensory mieszane drugiego rzędu – transformują się według macierzy będącej iloczynem macierzy {\displaystyle \Lambda } i macierzy do niej odwrotnej; przy tym jeśli pierwszy jest indeks dolny, np. {\displaystyle g_{\nu }{}^{\mu }} to

{\displaystyle D(\Lambda )=\Lambda \,\Lambda ^{-1}}
zaś
{\displaystyle D(\Lambda )=\Lambda ^{-1}\,\Lambda }
jeśli pierwszy jest indeks górny, np. {\displaystyle T^{\nu }{}_{\mu },S^{\rho }{}_{\pi }.}
- Tensory wyższych rzędów – transformują się względem iloczynów prostych odpowiedniej liczby macierzy zgodnych i odwrotnych do macierzy {\displaystyle \Lambda }, w kolejności odpowiadającej kolejności indeksów kowariantnych i kontrawariantnych, np. dla tensora {\displaystyle T_{klm}^{i}{}^{j}} macierz transformacji współrzędnych ma postać

{\displaystyle D(\Lambda )=\Lambda ^{-1}\,\Lambda \,\Lambda \,\Lambda \,\Lambda ^{-1}.}
- Pseudoskalary – zachowują się jak skalary, ale zmieniają znak podczas odbicia

{\displaystyle D(\Lambda )=\det {\Lambda }}
Oznaczenia: jak skalary.
- Pseudowektory, wektory osiowe, wektory aksjalne – kowariantne / kontrawariantne – transformują się jak wektory kowariantne / kontrawariantne, ale nie zmieniają znaku podczas odbicia (zwykłe wektory zmieniają)

{\displaystyle D(\Lambda )=(\det {\Lambda })\Lambda }
lub
{\displaystyle D(\Lambda )=(\det {\Lambda })\,\Lambda ^{-1}}
Oznaczenia: jak wektory kowariantne / kontrawariantne.
- Spinory – transformują się względem reprezentacji spinorowej grupy przekształceń, czasem pomnożonej przez zwykłe reprezentacje tensorowe

{\displaystyle D(\Lambda )=S(\Lambda )\,\Lambda \dots }
Oznaczenia: {\displaystyle Q_{\nu b}^{a\mu }.}

## Reprezentacje tensora za pomocą tablic współrzędnych

Wizualizacja symbolu Leviego-Civity w trzech wymiarach jako tablicy 3×3×3. (W czterech wymiarach jest to tablica 4×4×4×4 itd.)

Tensory można reprezentować jako tablice liczb, które mają wymiar równy rzędowi tensora:
(1) tensor 0-go rzędu to skalar: posiada tylko jedną składową (jest pojedynczą liczbą),
(2) tensor 1-go rzędu to wektor; reprezentuje go w układzie współrzędnych jednowymiarowa tablica; w przestrzeni 3-wymiarowej posiada trzy składowe,
(3) tensor 2-go rzędu: jego współrzędne zapisuje się w postaci macierzy kwadratowej; np. tensor pola elektromagnetycznego (w fizyce relatywistycznej reprezentowany przez macierz o 4 na 4, czyli o 16 składowych),
(4) tensor n-tego rzędu: jego współrzędne reprezentuje tablica n-wymiarowa.

## Oznaczenia tensorów
Tensory oznacza się zwykle literami (dużymi i małymi, greckimi i łacińskimi), czasem z dodatkowymi akcentami, jak kreski, kropki i gwiazdki. Przy literach tych stoją rozmaite indeksy, których ilość, pozycja i alfabet zależą od typu tensora. Skalary nie mają żadnych indeksów. Najczęściej spotyka się następujące oznaczenia:
- Indeksy kontrawariantne – małe litery greckie {\displaystyle \lambda ,\mu ,\nu } itp. lub łacińskie {\displaystyle i,j,k} itp. stojące u góry, np. {\displaystyle A^{\mu }} (Takiego zapisu nie należy mylić z potęgowaniem).
- Indeksy kowariantne – małe litery greckie {\displaystyle \lambda ,\mu ,\nu } itp. lub łacińskie {\displaystyle i,j,k} itp. stojące u dołu, np. {\displaystyle A_{\mu }.}
- Indeksy spinorowe – małe litery łacińskie od {\displaystyle a} wzwyż (lub greckie od {\displaystyle \alpha } wzwyż), stojące u góry lub u dołu, np. {\displaystyle A^{b}.}

Jeden tensor może mieć wiele indeksów: {\displaystyle A^{\mu \nu a}{}_{\pi b\rho }{}^{\sigma }.}
Często kolejność indeksów jest nieistotna (tensor symetryczny) lub znana z kontekstu. Wtedy dla uproszczenia można zapisać: {\displaystyle A_{\pi b\rho }^{\mu \nu a\sigma }.}
Tensor drugiego rzędu zamiast zapisu z indeksami {\displaystyle A^{\mu \nu },} może być oznaczony daszkiem {\displaystyle {\hat {A}}} lub podwójną strzałką {\displaystyle {\stackrel {\leftrightarrow }{A}}} dla odróżnienia od skalarów i wektorów. Drugi zapis pozwala odróżnić je od operatorów w mechanice kwantowej.

## Działania na tensorach
Dodawanie oznacza się znakiem +; indeksy tensorów muszą się zgadzać
{\displaystyle A^{\mu }{}_{\nu \pi }+B^{\mu }{}_{\nu \pi }=C^{\mu }{}_{\nu \pi }.}
Odejmowanie oznacza się znakiem -; indeksy tensorów muszą się zgadzać
{\displaystyle A^{\mu \nu }{}_{\pi \rho }-B^{\mu \nu }{}_{\pi \rho }=C^{\mu \nu }{}_{\pi \rho }.}
Mnożenie zewnętrzne (tensorowe) tensorów oznacza się znakiem {\displaystyle \otimes ,} który można pominąć; indeksy tensorów nie mogą się powtarzać
{\displaystyle A^{\mu \nu }{}_{\rho }\otimes B^{\pi }{}_{\sigma }=C^{\mu \nu }{}_{\rho }{}^{\pi }{}_{\sigma }.}
Kontrakcja tensora – zapisuje się przez powtórzenie tego samego indeksu u góry i u dołu, co prowadzi do utworzenia nowego tensora o rzędzie pomniejszonym o 2:
{\displaystyle A_{\rho \sigma \nu }^{\mu \nu \pi }=B_{\rho \sigma }^{\mu \pi }} (powtórzył się symbol {\displaystyle \nu })
(przy tym dokonuje się sumowania po powtarzającym się indeksie – zgodnie z konwencją sumacyjną Einsteina).
Mnożenie wewnętrzne tensorów – to kontrakcja iloczynu zewnętrznego dwóch tensorów
{\displaystyle A_{\rho }^{\mu \nu }\cdot B_{\sigma }^{\rho }=C_{\sigma }^{\mu \nu }} (powtórzył się symbol {\displaystyle \rho }).
Istnieje podobieństwo zapisu kontrakcji i iloczynu wewnętrznego do konwencji sumacyjnej.
Różniczkowanie tensora oznacza się na różne sposoby: albo przez zapis „operatorowy”:
{\displaystyle \partial _{\mu }A^{\nu }.}
{\displaystyle \operatorname {D} _{\mu }A^{\nu }}
albo „indeksowy” z użyciem przecinka lub średnika
{\displaystyle A_{,\mu }^{\nu },}
{\displaystyle A_{;\mu }^{\nu }.}
Transpozycja – przestawienie indeksów tego samego typu:
{\displaystyle M^{\mu \nu }=N^{\nu \mu }.}

## Działania na tensorach (cd.)
- Przyrównywać do siebie można tylko tensory tego samego typu.
- Mnożenie tensora przez skalar daje tensor tego samego typu.
- Iloczyn zewnętrzny (iloczyn tensorowy) dwóch tensorów dowolnych typów daje tensor mający rząd równy sumie rzędów mnożonych tensorów.
- Iloczyn wewnętrzny (kontrakcja) to połączenie działania mnożenia zewnętrznego dwóch tensorów i kontrakcja – daje tensor innego typu.
- Pochodna kowariantna tensora daje tensor innego typu.
- Łącząc działania różniczkowania i kontrakcji na różne sposoby można zdefiniować działania dywergencji i rotacji.

Definicje działań:
- Gradient to pochodna kowariantna skalara.
- Iloczyn skalarny to iloczyn wewnętrzny dwóch wektorów.
- Transponowanie tensora odpowiedniego typu daje tensor tego samego typu.
- Symetryzacja to dodawanie tensora do jego transpozycji.
- Antysymetryzacja to odejmowanie tensora od jego transpozycji.
- Obliczanie śladu to kontrakcja tensora mieszanego drugiego rzędu.

## Twierdzenie o rozkładzie na sumy proste
Tw. Każda przestrzeń tensorowa jest sumą prostą przeliczalnej liczby przestrzeni liniowych.

## Zastosowania
(1) W zastosowaniach inżynierskich zazwyczaj tensory są zdefiniowane nad euklidesową przestrzenią wektorową położeń i rozpatruje się właściwości tensora podczas zmian układu współrzędnych związanych z obrotami.
(2) Matematyka i fizyka wskazują na właściwości tensorów niezależne od układu współrzędnych, definiują specyficzne przekształcenia nad abstrakcyjnymi przestrzeniami liniowymi, np. funkcyjnymi – wtedy tensory mają bardziej skomplikowaną naturę.

## Tensory w fizyce
- skalary: temperatura, masa, energia, gęstość, liczba cząstek i wiele innych
- pseudoskalary: iloczyny skalarne wektora i pseudowektora
- wektory: wektor położenia, prędkość, przyspieszenie, siła
- pseudowektory: moment siły, moment pędu
- tensory 2-go rzędu: tensor pola elektromagnetycznego, tensor odkształcenia, tensor naprężenia w ciele stałym
- tensory 4-tego rzędu: tensor sztywności, tensor podatności.

## Spinory
Obok tensorów o całkowitym rzędzie rozważa się spinory, których właściwości transformacyjne są bardziej złożone, jednak nadal określone poprawnie w ramach rachunku tensorowego. Spinory można uważać za tensory mające ułamkowy rząd. Np. 4-składnikowa funkcja falowa fermionu Diraca poddana działaniu transformacji należącej do grupy obrotów zmienia się tak, że można ją traktować jako tensor o ułamkowym rzędzie, np. w wypadku elektronu o rzędzie 1/2.